# Hendra Sandi
Hendra Sandi Gunawan (sinh ngày 10 tháng 2 năm 1995) là một cầu thủ bóng đá người Indonesia hiện tại thi đấu ở vị trí tiền vệ cho Aceh United. 
Trước đây, anh thi đấu cho Bali United, Sriwijaya FC và Persiba Balikpapan ở Liga 1. Anh là một phần của U-19 Indonesia.